# Уномерка
Уномерка, ранее ручей Уномерской, — река в Шимском и Батецком районах Новгородской области, левый приток реки Киба (бассейн озера Ильмень). Длина реки составляет 11 километров.
Уномерка вытекает из северной части болота Хлещевинский Мох в пяти километрах к югу от деревни Косицкое Батецкого района. Течёт на юго-запад, после деревни Уномерь принимает правый приток — ручей Бабаев. Перед устьем слева принимает ручей Базин. Впадает в Кибу в 11 километрах по левому берегу, недалеко от деревни Клевенец Шимского района.
На берегу Уномерки расположена деревня Уномерь. Ранее также находилась деревня Толчино.
Код объекта в Государственном водном реестре — 01040200412102000025011.